# Thorectes coiffaiti
Thorectes coiffaiti is een keversoort uit de familie mesttorren (Geotrupidae). De wetenschappelijke naam van de soort werd in 1969 gepubliceerd door Baraud.